# KK Włocławek

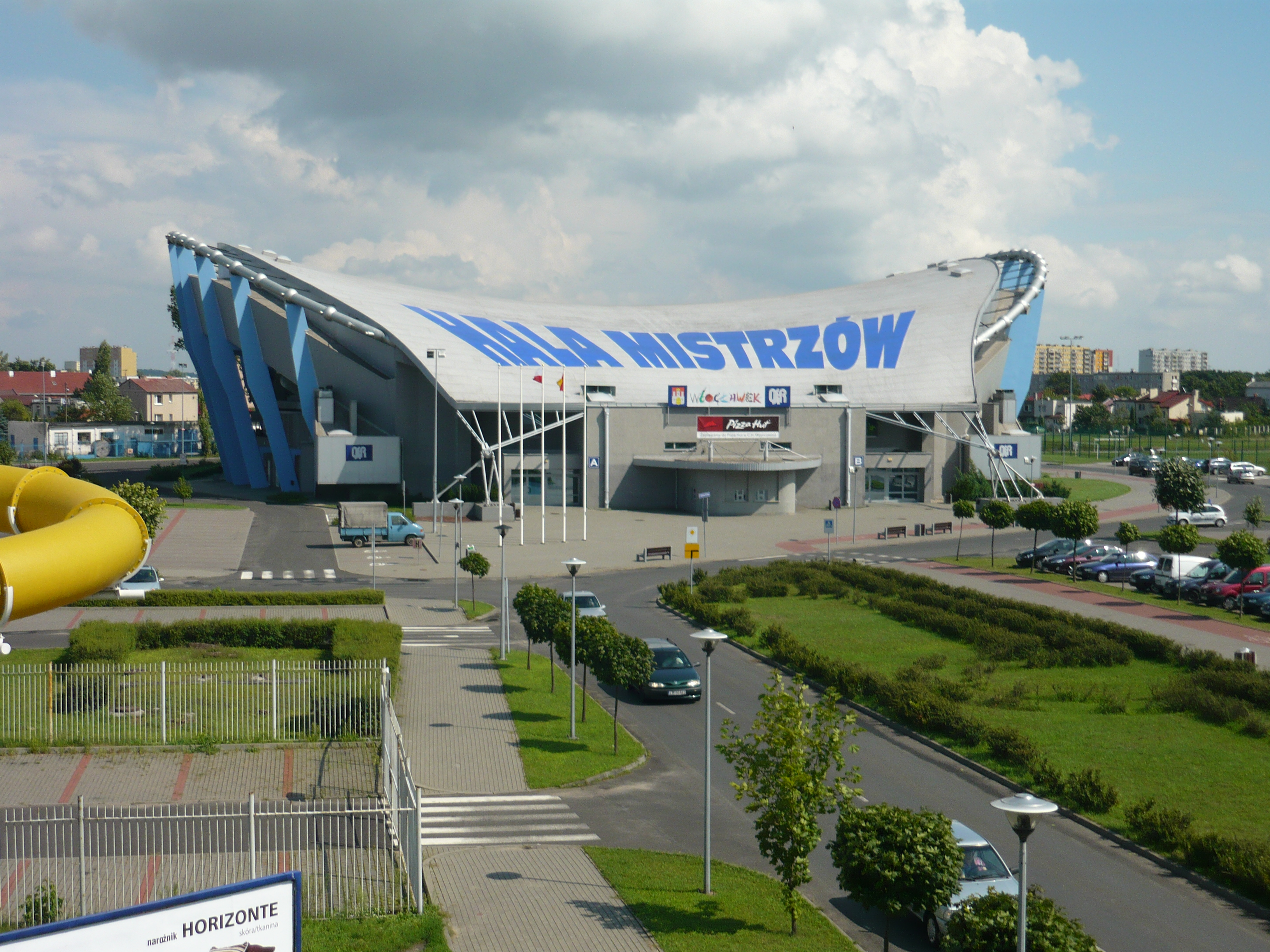
Stadion

WTK Anwil Włocławek is een professionele basketbalvereniging uit Włocławek, Polen. De club is opgericht in 1991 en is sindsdien een van de meest prominente verenigingen uit de geschiedenis van het Poolse basketbal. In 2005 maakte de club haar debuut in de ULEB Cup.
Na haar oprichting in 1991 promoveerde de club direct naar de hoogste afdeling in Polen. In 1993 eindigde de ploeg al op de tweede plaats op de ranglijst, waarmee het zich voor het eerst kwalificeerde voor het Europese basketbal. Een jaar later in 1994 wist de club deze prestatie te evenaren en mochten ze wederom uitkomen in Europa. Ook buiten Polen kreeg de club naamsbekendheid en ontwikkelde het een goede reputatie. In de Saporta Cup wist de ploeg enkele gerenommeerde teams uit te schakelen. In de jaren daarna speelde de ploeg degelijk mee in de Poolse competitie, maar kon het pas in 1999 weer meedoen om de Poolse titel. Zowel in 1999, 2000 als 2001 bereikte Anwil de finale van het Poolse kampioenschap. In alle drie de gevallen werd er uiteindelijk verloren tegen Śląsk Wrocław.
Anwil bereikte de kwartfinale van de Saporta Cup in 2001 en in 2002 wist het zelfs de halve finale te bereiken, waar de club verloor van Pamesa Valencia. In 2003 werd Anwil voor het eerst Pools kampioen door in de finale te winnen van Prokom Trefl Sopot. In 2004 verloor het de nationale beker van Polen, en in 2005 verloor het de finale van het Poolse kampioenschap. Wel wisten ze zich in dat seizoen voor het eerst te kwalificeren voor de ULEB Cup.